# Pachycephalosauria
Pachycefalosauři („Tlustolebí ještěři“) byli poměrně malí ptakopánví dinosauři, jejichž hlavním znakem byla kupolovitě ztluštělá lebka. Žili od střední jury až do konce křídy. Byli rozšířeni v Severní Americe, Asii a zřejmě i v Evropě. Šlo o býložravce, v některých případech snad i všežravce.

## Popis

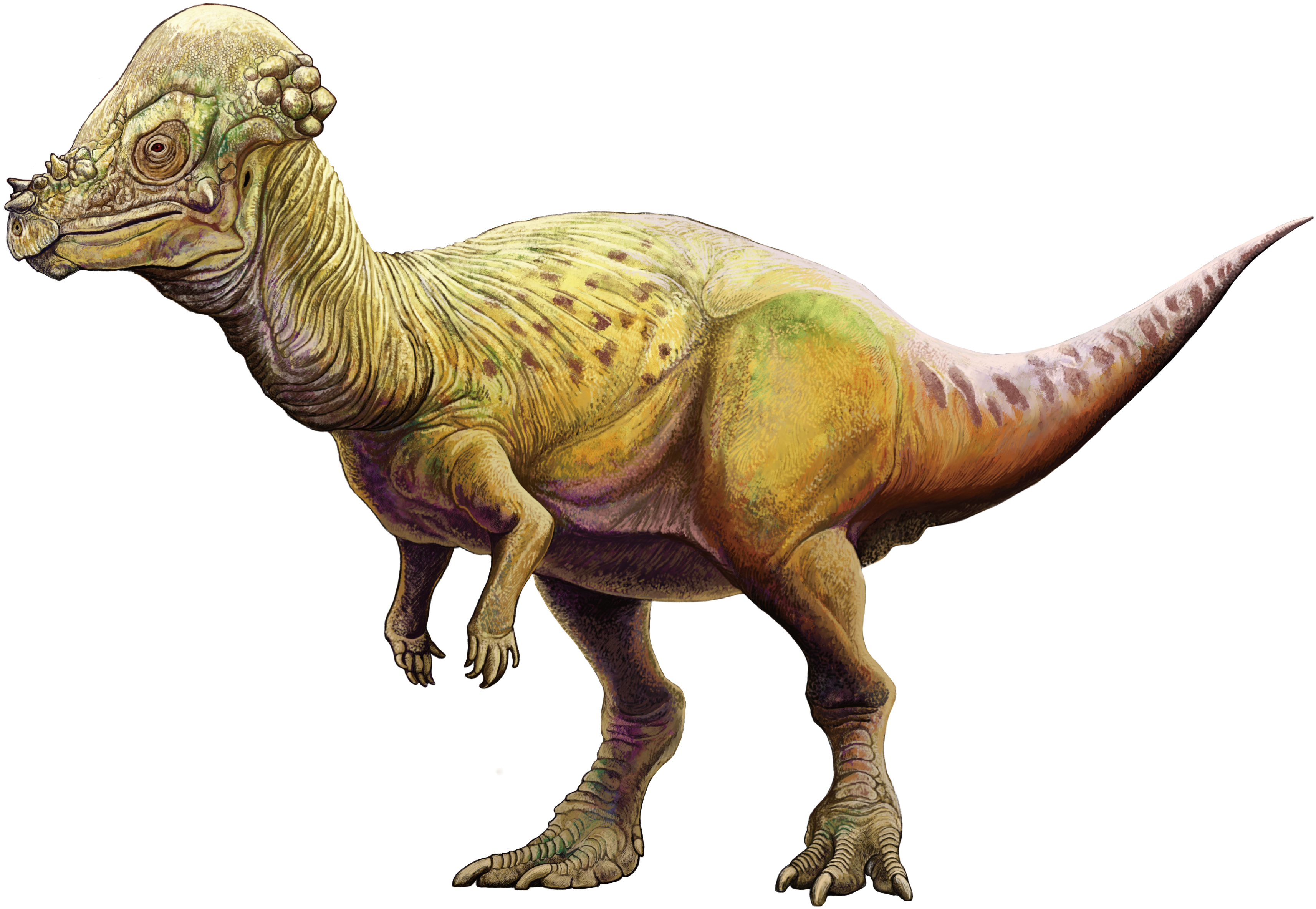
Pachycephalosaurus wyomingenis

Pachycefalosauři byli poměrně malí dinosauři, největší zástupce Pachycephalosaurus byl dlouhý jen asi 4,6 metru a vážil kolem 450 kilogramů. Do této skupiny byl dříve řazen i dinosaurus s nejdelším rodovým jménem mezi dinosaury – Micropachycephalosaurus. V současné době známe kolem dvou desítek rodů patřících do této skupiny.
Typickým chováním zástupců této skupiny byly patrně vnitrodruhové souboje v podobě srážení hlavami (lebečními dómy). Ačkoliv existují i jiné hypotézy, toto chování nachází pevnou podporu v některých novějších výzkumech fosilních lebek pachycefalosauridů.
Tito dinosauři se utkávali v soubojích, při kterých se pravděpodobně sráželi svými kupolovitými lebkami, a to až rychlostí kolem 6,7 m/s (24,1 km/h).

## Klasifikace a rozmanitost
Tuto skupinu jako první pojmenovaly polské paleontoložky Teresa Maryańska a Halszka Osmólska v roce 1974.
Pachycefalosauři patří mezi nejméně početné skupiny dinosaurů. Celkem je k červenci roku 2020 známo asi 22 druhů těchto ptakopánvých dinosaurů. To z nich činí pomyslně až sedmou nejpočetnější skupinu druhohorních dinosaurů, po teropodech (486), sauropodomorfech (373), ornitopodech (216), rohatých dinosaurech (ceratopsech, 114), ankylosaurech (95) a stegosaurech (28).

## Taxony
- Čeleď Pachycephalosauridae
  - Alaskacephale
  - Amtocephale
  - Colepiocephale
  - Goyocephale
  - Gravitholus
  - Hanssuesia
  - Homalocephale – možná nedospělec rodu Prenocephale
  - Prenocephale
  - Sinocephale
  - Sphaerotholus
  - Stegoceras (Ornatotholus)
  - Texacephale
  - Tylocephale
  - Wannanosaurus
- Tribus Pachycephalosaurini
  - Dracorex – možná nedospělec rodu Pachycephalosaurus
  - Pachycephalosaurus
  - Stygimoloch – možná nedospělec rodu Pachycephalosaurus

- Nomina dubia (nejistá jména)
  - Ferganocephale
  - Heishansaurus (zřejmě ankylosaur)
  - “Stegoceras” bexelli (dnes Sinocephale)

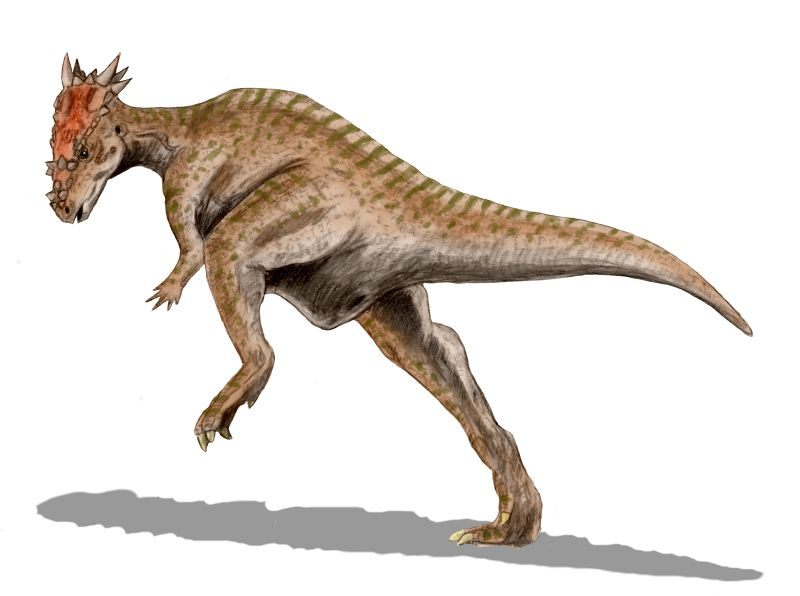
Dracorex hogwartsia